# آمفیاروس ۱۰۲۴۷
سیارک ۱۰۲۴۷ (به انگلیسی: 10247 Amphiaraos، نامگذاری:6629P-L) ده هزار و دویست و چهل و هفتمین سیارک کشف شده‌است که در ۲۴ سپتامبر ۱۹۶۰ کشف شد.
قدر مطلق سیارک برابر ۱۰٫۵۰ است.